# Winston Blackmore
Winston Blackmore, född 1957, är en kanadensisk mormonledare och polygamist.
Han lär ha minst 20 fruar och över 100 barn. 
Winston Blackmore efterträdde sin far Ray Blackmore som biskop i Bountiful, British Columbia inom den Fundamentalistiska Jesu Kristi Kyrka av Sista Dagars Heliga. 
Denna kyrkas beryktade ledare Warren Jeffs avsatte, i september 2002, Blackmore från denna post, uteslöt honom ur kyrkan och uppmanade hans fruar att lämna honom.  
Denna konflikt splittrade mormonkolonin i Bountiful i två delar: Omkring 700 personer är fortfarande anhängare till Blackmore medan 500 följer Jeffs och dennes nye lokale biskop. Bland de sistnämnda återfinns ett par av Blackmores tidigare fruar som följde Jeffs order och nu är gifta med andra män. 
Via sin egen hemsida  sprider Winston Blackmore nu sin kritik mot Jeffs.